# Snoop's Upside Ya Head
"Snoop's Upside Ya Head" é o segundo hit Europeu e o primeiro single lançado do segundo álbum de Snoop Doggy Dogg, Tha Doggfather. A canção usa um sample de "I Don't Believe You Want to Get Up and Dance (Oops)" da banda Gap Band e apresenta novos vocais do vocalista da banda, Charlie Wilson. Gravada após a prisão de Suge Knight, pertence à segunda metade do álbum, que foi totalmente produzida por Snoop Dogg sem supervisão de ninguém.

## Videoclipe
No videoclipe uma execução imaginária acontece onde Snoop Doggy Dogg consegue escapar da cadeira elétrica (Isso se refere ao final do verdadeiro julgamento de Snoop por homicídio pelo veredicto de inocente na vida real). Depois, manifestantes estão na rua, alguns com cartazes dizendo "nós te amamos, Snoop" e outros dizendo "queimem ele". Mais tarde Snoop salva um repórter, vai embora em seu carro e consegue escapar dos policiais brevemente. Aparentemente, o repórter teria ajudado Snoop a escapar, como é mostrado brevemente no videoclipe.
Depois ele canta em um concerto ao ar livre para os seus fãs em espera e no processo acaba sendo detido pelos policiais e posto de volta na prisão. Enquanto está na prisão ele canta de novo para os prisioneiros mais tarde mostrando Snoop em 2021; ainda como prisioneiro cantando na cadeia.

## Paradas musicais
| Paradas (1996)                                 | Melhores posições |
| ---------------------------------------------- | ----------------- |
| O campo songid é OBRIGATÓRIO PARA PARADA ALEMÃ | 34                |
| Austrália (ARIA)                               | 46                |
| Bélgica (Ultratop 50 de Flandres)              | 8                 |
| Estados Unidos (Billboard R&B/Hip-Hop Songs)   | 37                |
| Nova Zelândia (Recorded Music NZ)              | 7                 |
| Países Baixos (Single Top 100)                 | 32                |
| Reino Unido (UK Singles Chart)                 | 12                |
| Suécia (Sverigetopplistan)                     | 39                |